# Chūō-ku (Sapporo)
Chūō-ku (中央区?) è uno dei dieci quartieri amministrativi della città di Sapporo, in Giappone.